# 黎棟國
黎棟國，GBS，IDSM，JP（1951年11月12日—），人稱「黎Sir」，籍貫廣東順德北滘，他於英屬香港長大，前香港特別行政區保安局局長，現任香港立法會議員（選舉委員會）。

## 簡歷
黎棟國原籍廣東順德北滘，成長於香港，於瑪利諾神父教會學校小學部（1957年至1963年）、瑪利諾神父教會學校（1963年至1968年）、倫敦大學國際課程法學士畢業。他早年曾在明愛聖高弗烈職業先修中學（現為明愛莊月明中學）教授歷史科。後來於1973年12月投考加入人民入境事務處成功，成為助理入境事務主任，他於1980年9月獲晉升為入境事務主任，於1986年9月獲晉升為高級入境事務主任，於1990年2月獲晉升為總入境事務主任，於1992年5月獲晉升為助理首席入境事務主任，於1995年10月獲晉升為首席入境事務主任，於1997年4月獲晉升為高級首席入境事務主任，於1999年2月獲晉升為入境事務處助理處長，於2001年1月獲晉升為入境事務處副處長，於2002年7月至2008年4月擔任入境事務處處長。

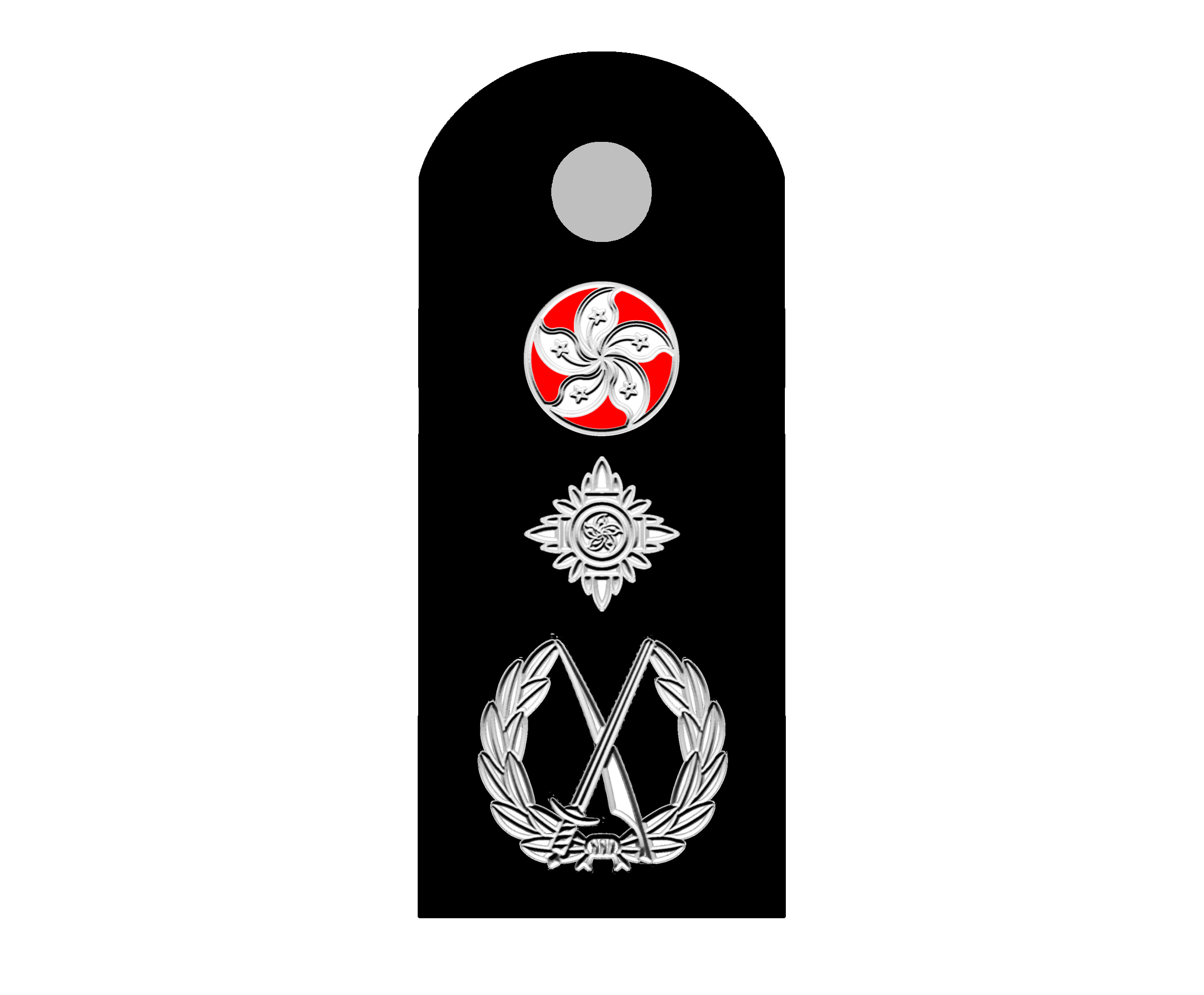
入境事務處處長肩章

2008年至2010年年度，黎棟國擔任母校瑪利諾神父教會學校校友會主席。
2009年10月22日，黎棟國獲委任為保安局副局長，於2012年7月1日起接替李少光擔任保安局局長。
2018年1月，黎棟國獲選為第13屆港區全國政協委員。
2018年8月，加入新民黨任常務副主席。
2021年香港立法會選舉，黎棟國經選舉委員會界別當選為立法會議員。

## 爭議

### 「酒後強姦論」
黎棟國於2013年5月14日出席撲滅罪行委員會記者會上談及近期強姦罪案數字上升及接受英文傳媒訪問時，表示「Some of these cases also involved the victims being raped after drinking quite a lot of alcohol, so I would appeal that young ladies should not drink too much。」（部份個案的受害人被強姦前曾經飲用大量酒精，我因此呼籲年輕女性不要飲酒過量。）此番言論觸動婦女權益團體神經；民主黨黃碧雲認為黎棟國之言論冒犯女性，要求他收回。保安局發言人於同月15日解釋，黎棟國的言論旨在突出相關個案的作案手法，疑犯大多看準飲用了過量酒精的女性，因應女性的自我保護能力驟降而犯案，故此呼籲女士盡量少飲酒，保持清醒以防止有人乘機施毒手。發言人強調，黎棟國無意將罪名推委於受害人身上。同月16日，黎棟國解釋他並無任何意思將任何的責任加諸在受害人身上。

### 在立法會會議中睡眠
2014年1月7日，政務司司長林鄭月娥在立法會宣讀第二階段政改諮詢聲明期間，黎棟國在座位中昏睡長達20分鐘，頭部及上身更向右方傾側，使在場議員及傳媒嘩然。保安局發言人其後回應傳媒查詢，指黎棟國當時身體不舒服，會議前服食了一點感冒藥，更特別帶頸巾保暖，暗示黎局長會上只是受藥力影響而睡著，並非刻意睡覺去不給予林鄭司長面子。

### 輕視疫情出席聚會被送到竹篙灣檢疫中心隔離
2022年1月3日，因為冠狀病毒肺炎的新一波疫情在香港急速升溫，衛生署要求市民立即停止及取消所有人群聚集的宴會及社交活動，但香港特區政府多名主要官員及議員卻於同一天集體出席中國全國人大香港代表洪為民一個不跟足政府防疫指引（賓客進食以外時間除口罩、除口罩離檯交際唱歌和多人涉嫌沒掃安心出行入餐廳等等）的大型生日派對，超過170人在灣仔灣景中心的一家西班牙餐廳聚集，其後有人確診染疫，而被送到竹篙灣檢疫中心隔離21天，後因有涉事者為假陽性而被提早釋放。

## 外部連結
- 黎SIR事務處：黎棟國 - am730 （页面存档备份，存于）

| 官衔          | 官衔                                     | 官衔          |
| ------------- | ---------------------------------------- | ------------- |
| 前任： 李少光 | 保安局局長 2012年7月1日— 2017年6月30日   | 繼任： 李家超 |
| 首任          | 保安局副局長 2009年11月2日—2012年6月30日 | 繼任： 李家超 |
| 政府职务      |                                          |               |
| 前任： 李少光 | 入境事務處處長 2002年—2008年             | 繼任： 白韞六 |